# 알레르기 비염
알레르기 비염(Allergic rhinitis), 알레르기성 비염은 코의 기도에서 일어나는 알레르기성 염증이다. 고초열(hay fever)이라고도 부른다. 민감한 면역계통을 지닌 사람이 꽃가루. 먼지, 비듬과 같은 알레르겐을 흡입할 때 발생한다.
알레르기 비염은 생명을 위협할 정도로 위중한 질환은 아니지만, 심한 증상과 더불어 환자의 삶의 질을 심각하게 저해할 수 있다.
소아의 경우 구강 호흡을 유도하여 안면 골발육 이상과 치아 부정교합 등이 올 수 있고, 성장기 집중력 장애와 학습 장애를 유발할 수 있다.
면역글로불린 E 항체의 균형이 무너지는 것이 원인 중 하나이다. 인스턴트 식품을 줄이는 등 식단 개선이 필요할 수 있다.

## 같이 보기
- 식품 알레르기
- 비염